# Weddellia profunda
Weddellia profunda är en ringmaskart som beskrevs av Hartman 1967. Weddellia profunda ingår i släktet Weddellia och familjen Ampharetidae. Inga underarter finns listade i Catalogue of Life.